# Filippo Liardo (1937)
Filippo Liardo (Catania, 12 febbraio 1937) è un pittore e scultore italiano.

## Biografia
Filippo Liardo nasce a Catania il 12 febbraio 1937, vent'anni dopo la scomparsa del suo omonimo antenato pittore garibaldino (Filippo Liardo, Leonforte 1834 - Parigi 1917). Anche lui dimostra, sin dall'infanzia, una precoce attitudine al disegno e alla pittura. Abbandona il liceo scientifico e si diploma Maestro d'Arte presso l'Istituto d'Arte di Catania. A Palermo consegue anche la maturità artistica. Partecipa ad alcune Esposizioni d'Arte che, negli anni cinquanta, si susseguono numerose a Catania ma, non soddisfatto dell'esperienze "accademiche", si dedica allo studio ed alla maturazione dei fenomeni artistici e letterari europei e americani. In questi primi anni, è importante, per la sua vita artistica, l'incontro col poeta Antonio Corsaro.
Gli anni 1958-1964 sono quelli più proficui del periodo astratto: ad una produzione considerevole di pittura, egli alterna una notevole quantità di disegni e di grafica. L'interesse per Kafka lo spinge agli studi kierkegaardiani e alle idee filosofiche dell'Esistenzialismo che traduce con segni astratti aggrovigliati in croci multiple, dove "l'esistente è definito come senza tregua in divenire". In questo periodo numerose sono le Collettive e le Rassegne alle quali partecipa in Italia, riscuotendo validi giudizi e premiazioni. In particolare si ricordano: la "Tavolozza d'Oro", vinta a Messina nel 1961 e le due edizioni del "Premio Diomira", Milano, 1962, 1964 e nel 1964, la Personale di "disegni e acquerelli" alla "Mondadori per Voi" di Catania, con presentazione in catalogo di Antonio Corsaro.
Nel gennaio 1968 inizia l'attività d'incisore. Soprattutto si dedica all'acquaforte. Le stampe le tira personalmente con un piccolo torchio installato nel suo studio. La tiratura delle copie è limitatissima ed alcune rimarranno solo prove d'autore.
Nel 1968 è presente con due acqueforti alla "Vili Biennale d'Arte Sacra", Premio Federico Motta Editore, Roma, Milano, Bologna, e alla "il Biennale dell'incisione", Premio P.Pace, Tolentino.
Durante il periodo della contestazione del 68, rimane assente dalle esposizioni e dalle mostre, applicandosi allo studio dei classici e all'insegnamento. Si dedica con grande passione alla scultura. Nascono le prime opere in marmo ed i primi bronzi.
Il 1970 è il periodo delle "Sibille" e dei "Cavalli", una cartella di sei litografie presentata a Firenze nel 1975, nel 1976 Personale di Pittura e Grafica a Prato, Galleria "La Spirale".
Nel 1977, spinto da Corsaro, Liardo aderisce al "Verticalismo", un movimento artistico sorto a Catania nel 1974. Nel Verticalismo, Liardo espone la sua teoria sugli "Stati molteplici dell'essere" attraverso la grafica, la pittura, la scultura e una serie di scritti pubblicati nel periodico che lo renderanno tra i protagonisti più in vista del gruppo. Nel 1978 è presente a Taranto alla "6ª Biennale dell'Incisione Contemporanea in Italia". Nel 1979 a Livorno nella "Rassegna Nazionale di Grafica ed Incisione Originale". Lo stesso anno, nella Mostra del Collettivo Verticalista a Palazzo della Borsa di Catania, egli presenta il suo "Progetto per la lettura d'una scultura come testo".
Nel 1982, Liardo è presente alla "Biennale di Incisione e Grafica Originale" di Livorno. Nel 1984 nella Mostra d'Arte "Mandano '84". Nel 1985 Personale di "Opere recenti" al Santa Tecla Palace Hotel di Acireale. Vengono esposte opere di pittura e scultura. Lo stesso anno, invitato dal comune dì Adrano, Personale alla Civica Biblioteca. Nel 1989 il suo primo approccio con il teatro. Autore di due spettacoli teatrali rivolti ai giovani: "Momo" tratto dal romanzo di Michael Ende, rappresentato al Piccolo di Catania nel giugno 1989 e "Ulisse", rappresentato al Teatro Nuovo di Catania il 24 maggio 1990. Dei due lavori ne ha curato la sceneggiatura e la regia, la scenografia e i costumi. Per l'Ulisse ne ha pure composto le musiche originali. Dal 1991 nascono opere senza titolo, solamente firmate e datate, dove la data, a volte, è titolo. La ricerca spaziale ritorna quasi con impeto alle origini delle sue prime opere degli anni sessanta. Nascono quadri intensamente e drammaticamente espressivi fino all'abbandono totale d'ogni illusionistica presenza prospettica.
"La Porta del Mediterraneo" è la scultura emblematica di tutto il ciclo: il solo profilo d'una testa di donna disegnato dalla perforazione d'un piano perpendicolare grandissimo adagiato sul suolo della costa mediterranea. La Porta è il punto d'incontro tra la civiltà orientale e quella occidentale all'alba del terzo millennio.